# Gongora rosea
Gongora rosea är en orkidéart som först beskrevs av Célestin Alfred Cogniaux, och fick sitt nu gällande namn av Rod Rice. Gongora rosea ingår i släktet Gongora och familjen orkidéer. Inga underarter finns listade i Catalogue of Life.